# 布羅肯奇景

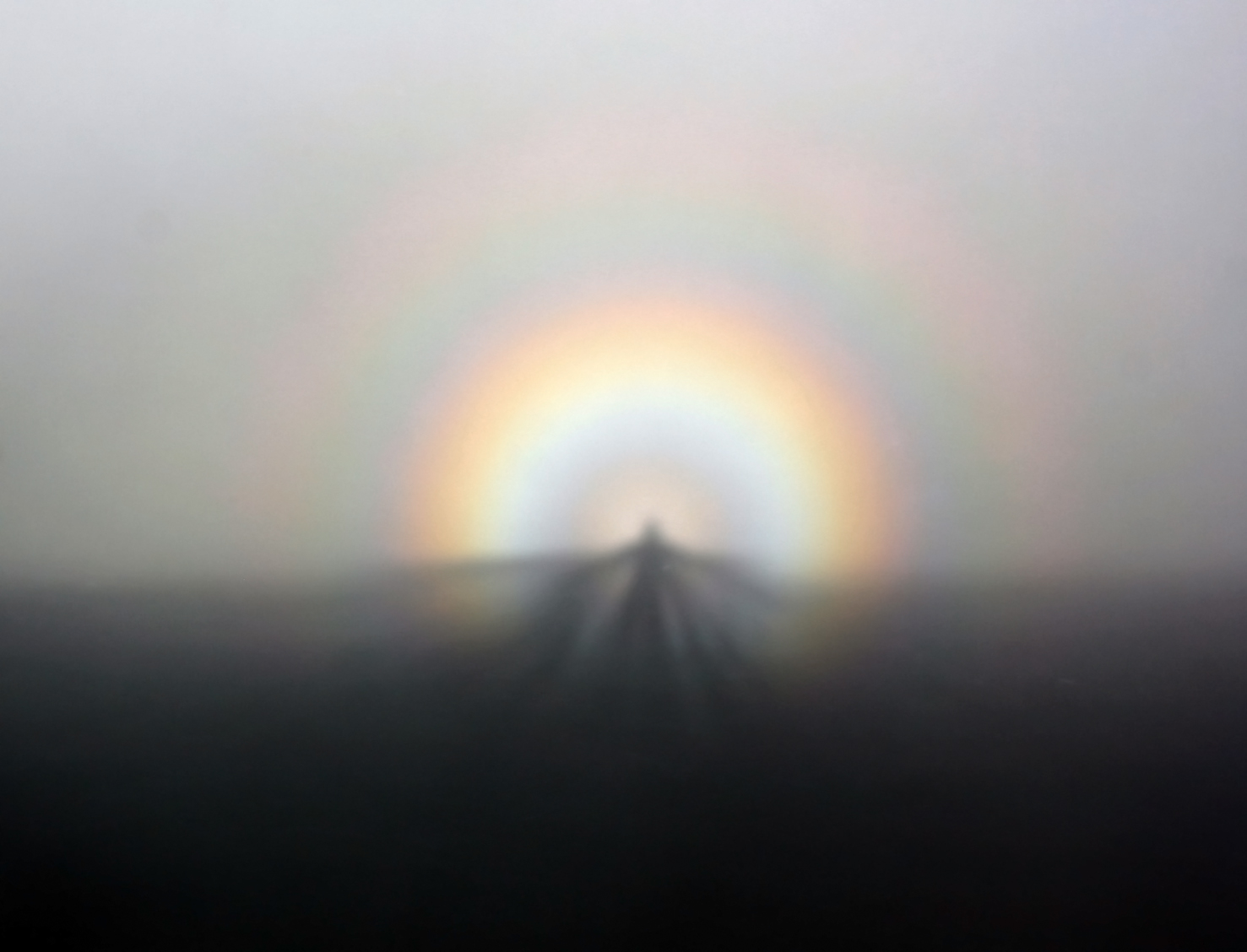
布羅肯奇景與太陽光環。

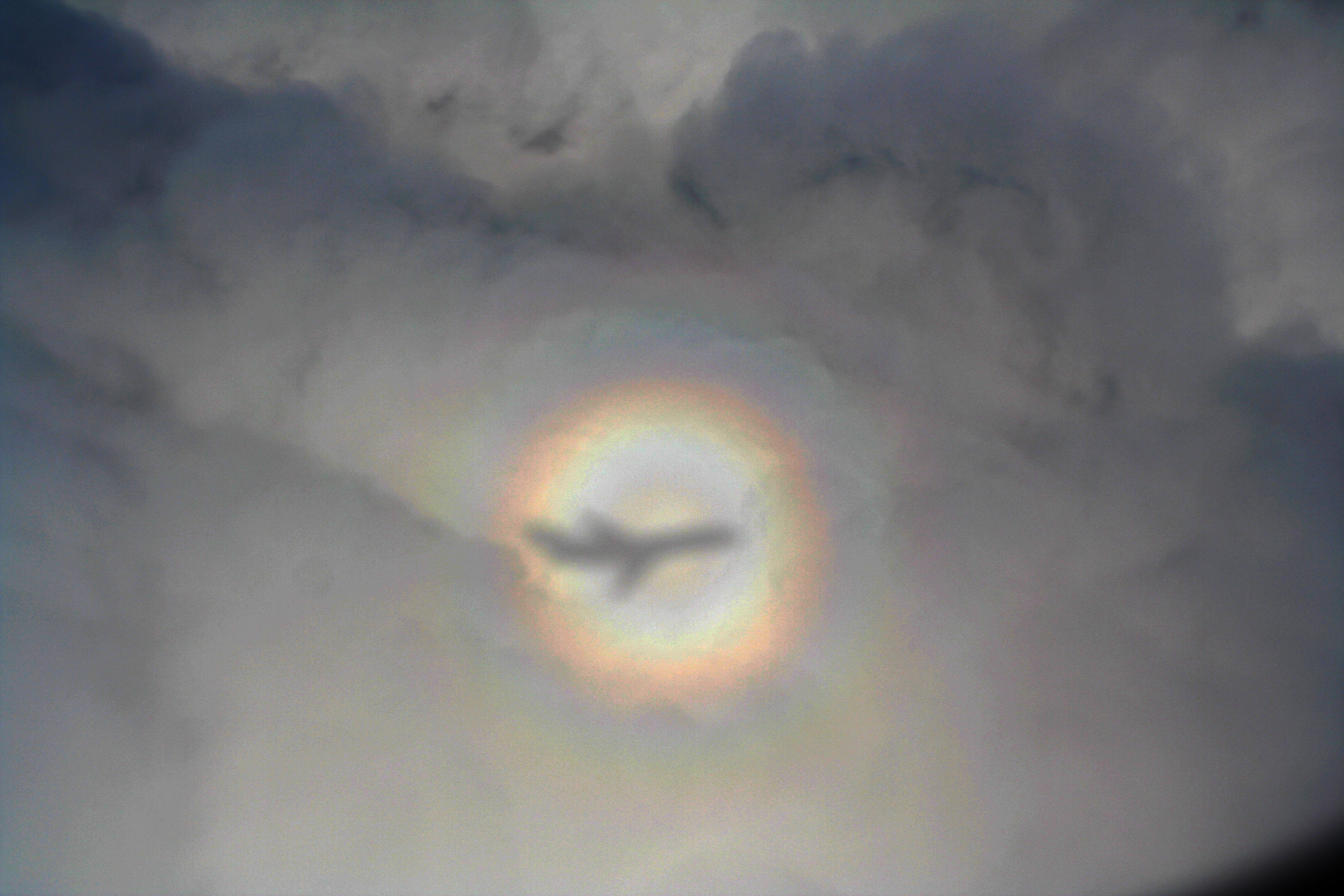
飛機的布羅肯奇景。

布羅肯奇景 （德語：Brockengespenst），也稱為布羅肯弧（Brocken Bow）或山中鬼影（mountain spectre），是觀測者背向太陽產生的陰影，投射在雲層表面上被放大的巨大影像。這種現象可以出現在任何一處輕霧瀰漫的山腰或雲層之上，甚至可以從飛機上觀察到。因為這種現象經常出現在德國哈爾茨山脈低海拔的布羅肯山，成為當地傳說，因此成為這個現象的名稱。布羅肯奇景是約翰·斯伯奇萊克在1780年首度觀測和描述，此後就經常出現在描述這地區的文學作品中。

## 事件

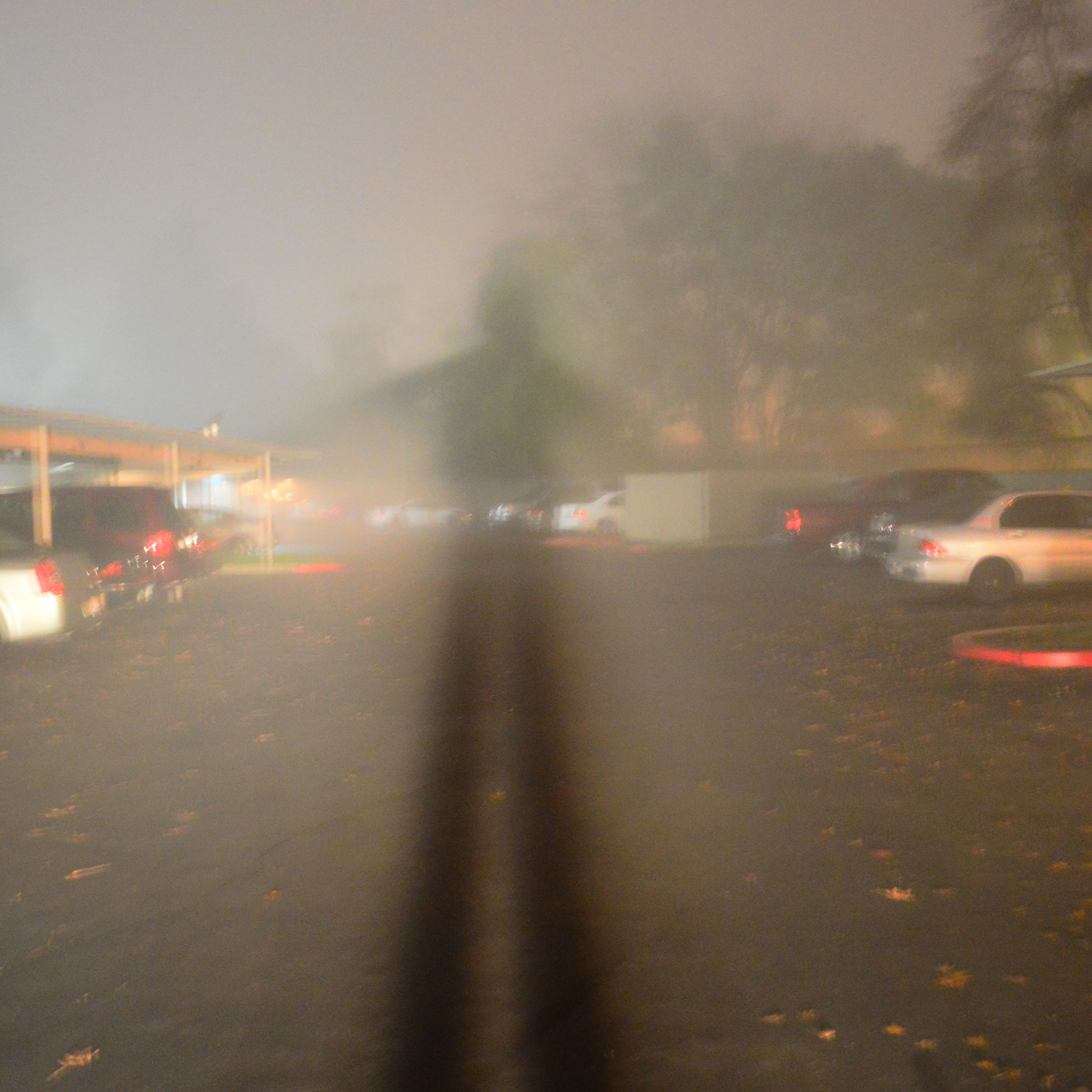
由在前面一輛車的前燈在有霧的夜晚造成半人工化的布羅肯奇景。

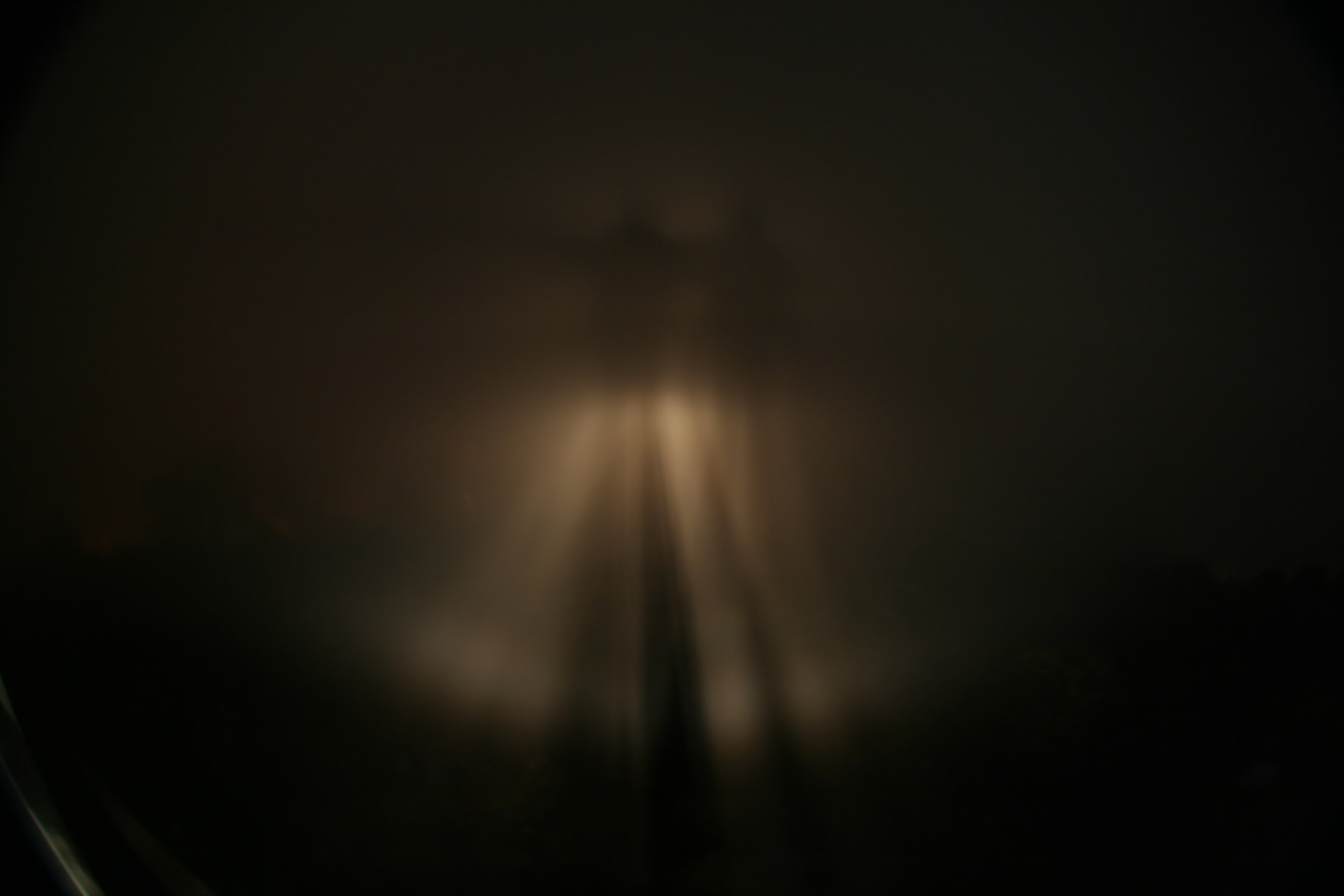
由汽車的遠光燈造成的輛一個布羅肯奇景。

當太陽光來自觀測者的背後，而他又在有著輕霧或霧的山脊或山峰，就會出現“幽靈”（奇景）。光線將觀測者的身影投射在薄霧上，由於透視，經常會成為三角形狀的陰影。陰影的尺寸明顯的因為錯覺而被放大，這是因為影子落在近距離的霧上，但用來判斷距離的是透過霧靄縫隙中看見的遠處地面，因此沒有明確的參考點決定影子的大小。影子落在與遠近距離不等的水滴上，也會造成深度知覺上的困惑。鬼影也會因為雲霧的運動或密度的改變而移動（有時是突然的）。
頭部的陰影經常會有發光的光環圍繞者，像是宗教界榮耀的光環。這是當陽光照射在大小均勻的水滴上，背向陽光時看見如戒指般的彩色光芒形成的光環（參見寶光）。

## 進階讀物
- Shenstone, A.G. . Science: 511–512. Bibcode:1954Sci...119..511S. doi:10.1126/science.119.3094.511.
- Goodrich, Samuel Griswold. . 1851  [2015-09-12]. （原始内容存档于2007-12-25）.
- Minnaert, M.  (Paperback). Dover Books on Earth Sciences. 1954.
- Greenler, R. . Cambridge University Press. 1980.
- Dunlop, Storm. . Harper Collins UK. 2002: 141. ISBN 1-58574-857-9.

## 外部連結
- "What are Brocken Spectres and How Do They Form?", an article on the Online Fellwalking Club page
- A Cairngorm example （页面存档备份，存于）, from the Universities Space Research Association
- See a picture and a YouTube videoclip taken by Michael Elcock here  （页面存档备份，存于）